# Fritz Fischer (Schriftsteller)
Fritz Fischer (* 14. August 1905 in Hamburg; † 22. März 1945 in Leisuhnen im Kreis Heiligenbeil in Ostpreußen) war ein deutscher Märchenerzähler und niederdeutscher Autor.

## Leben
Fritz Fischer lebte im Alten Land, wo er auch aufwuchs. Seine Muttersprache war das Altländer Platt, in der er sein erstes, vermutlich einziges Buch Suur Supp. Een Gropen vull Märken un anner Vertellen, das er seiner Mutter widmete, verfasste. Das von Karl Prahl illustrierte Buch mit Kunstmärchen und kleinen Erzählungen erschien 1938 im Hamburger Verlag Pröpper, eine zweite Auflage 1942 im Glogau Verlag Hamburg.
Nach Ausbruch des Zweiten Weltkrieges wurde Fischer in die Wehrmacht eingezogen. Dies verhinderte seine weiteren literarischen Tätigkeiten. Er fiel am 22. März 1945, nur sieben Wochen vor Kriegsende, in Leisuhnen am Frischen Haff.
Die Märchen und Erzählungen von Fritz Fischer werden noch heute in plattdeutsche Anthologien aufgenommen und veröffentlicht.

## Werke
- Fritz Fischer: Suur Supp. Een Gropen vull Märken un anner Vertellen. Illustriert von Karl Prahl. Verlag Pröpper, Hamburg 1938, DNB 573349509.
- Heidi  Kabel (Hrsg.): Snack mol’n beten Platt! Plattdüütsch Leesbook. Autoren: Ivo Braak, Fritz Fischer, Gorch Fock, Klaus Groth, Rudolf Kinau, Gerd Lüpke, Harry Reuss-Löwenstein, Fritz Specht und Otto Tenne. Verlag Michael Jung, Kiel 1992, ISBN 3-923525-90-7.